# ユニチカ宇治女子バスケットボール部
ユニチカ宇治女子バスケットボール部は、かつて京都府宇治市を拠点として活動した女子バスケットボールチームである。

## 歴史
1956年、日本レイヨン宇治工場の女子バスケットボール部として結成。1960年のオールジャパンでベスト4となる。その後、チーム名が「日本レイヨン（日レ）」となる。
1967年に発足された日本リーグにも参戦。1968年のオールジャパンで準優勝。
1969年に日本レイヨンがニチボーと合併してユニチカが発足すると、チーム名を「ユニチカ宇治」に改称。なお、ニチボーにも女子バスケットボール部（ニチボー平野）があったが、こちらは大阪市東住吉区（現・平野区）の平野工場から大阪府三島郡島本町の山崎工場への移転も伴ってユニチカ山崎となり、ユニチカ宇治とは別のチームとして活動を続けることになった。
1971年、中川文一が監督に就任。日本リーグ準優勝などの成績を残し、後に名伯楽となる。
1976年、ユニチカ山崎と統合する形で解散。以降、「ユニチカクラブ」としてクラブ化され、府の大会などに出場した。
ユニチカ山崎は1977年に拠点名を廃して「ユニチカ」、1991年にチーム愛称を加えて「ユニチカ・フェニックス」となり、1998年にはかつてユニチカ宇治が拠点を置いていた宇治工場へ移転し、2004年の廃部まで活動した。

## 成績
- 全日本総合バスケットボール選手権大会：準優勝2回
- 日本リーグ：準優勝

## 主な歴代所属選手
- 江守良子